# Pusjkinskaja
Pusjkinskaja (ryska: Пушкинская), Pusjkin, är en tunnelbanestation på Tagansko–Krasnopresnenskajalinjen i Moskvas tunnelbana. Stationen har fått sitt namn efter den ryske nationalskalden Aleksandr Pusjkin.
Pusjkinskaja öppnades den 17 december 1975 tillsammans med Kuznetskij Most i det segment som skapade den nuvarande linjen, genom att binda samman linjerna Krasnopresnenskaja som gick från centrum mot nordväst och linjen som gick från centrum mot sydöst (vilken då hette Zjdanovskaja). 
Stationen är en trevalvs-station, något som inte hade byggts i Moskva sedan 1950-talet. Den är en av de vackraste på linjen, arkitekterna Vdovin och Bazjenov strävade efter att ge den en "klassisk" 1800-talsutformning. Centralhallens belysning kommer från stiliserade 1800-tals ljuskronor med två rader lampor som ser ut som ljus, medan plattformarna har ljusstakar med liknande lampor.  

## Byten
På Pusjkinskaja kan man byta till Tjechovskaja på Serpuchovsko-Timirjazevskaja-linjen och Tverskaja på Zamoskvoretskajalinjen.